# Józefa Izabella Gruszka
Józefa Izabella Gruszka, także jako Gruszkowa (ur. ?, zm. 9 października 1969 w Londynie) – polska działaczka emigracyjna.

## Życiorys
Przed 1939 była zaangażowana we Lwowie w prace Koła Rodziny Wojskowej oraz Miejskiego Komitetu Pomocy nad Bezrobotnymi.
Po II wojnie światowej przebywała na emigracji w Wielkiej Brytanii. Przez wiele lat należała do władz Zjednoczenia Polek na Emigracji (w ramach Zjednoczenia Polskiego w Wielkiej Brytanii), Towarzystwa Przyjaciół Harcerstwa, Obywatelskiego Związku Polek na Obczyźnie. Była członkiem Rady Rzeczypospolitej Polskiej kadencji II (1958-1963) z nominacji Prezydenta RP, III (1963-1968) z ramienia Niezależnego Ruchu Społecznego, IV (1968-1970) z nominacji Prezydenta RP. W 1963, jako żołnierz weteran, została awansowana przez władze RP na uchodźstwie do stopnia podporucznika tytularnego. Była przewodniczącą Obywatelskiego Związki Polek na Uchodźstwie.
Zmarła 9 października 1969 w Londynie. Została pochowana na tamtejszym Cmentarzu South Ealing (w tym samym miejscu został pochowany gen. bryg. Augustyn Gruszka). 19 marca 1970, pośmiertnie, została odznaczona przez Prezydenta RP na Uchodźstwie Krzyżem Oficerskim Orderu Odrodzenia Polski.